# 1881年成文法編正及民事訴訟程序法令
《1881年成文法編正及民事訴訟程序法令》（英語：Statute Law Revision and Civil Procedure Act 1881；44 & 45 Vict c 59）是英國國會的一項法令。該法令的草案稱為《成文法編正及民事訴訟程序法案》（Statute Law Revision and Civil Procedure Bill）。
該法令由《1989年成文法（廢除）法令》第1(1)條及附表1第XI部廢除。

## 第2條
本條訂定本法令不可引伸適用於蘇格蘭或愛爾蘭。

## 第6條
本條由《1925年最高司法院（綜合）法令》第226(1)條及附表6廢除。
《1906年公訴部規則》（Crown Office Rules 1906）是根據該條授予的權限制定的。關於該條及該規則，請參閱R v Amendt一案。

## 附表
附表由《1894年成文法編正法令》第1條及附表1廢除。